# Nelson Lemus
Nelson Rutilio Lemus Chávez (10. listopadu 1960, El Paisnal – 12. března 1977, Aguilares) byl salvadorský římský katolík, zavražděný během salvadorské občanské války. Katolická církev jej uctívá jako blahoslaveného mučedníka.

## Život

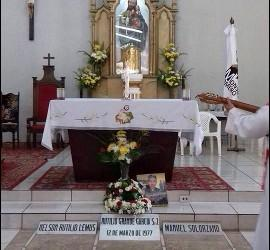
Hrobka bl. Nelsona Lemuse a jeho společníků před oltářem kostela v El Paisnal

Narodil se dne 10. listopadu 1960 v El Paisnal. Od dětství trpěl epilepsií. V mládí se pilně vzdělával a podílel se také na chodu své farnosti.
Dne 12. března 1977 se spolu s knězem bl. Rutiliem Grande, bl. Manuelem Solórzano a třemi dětmi vracel z bohoslužby. V Aguilares potkali skupinu ozbrojených mužů, kteří po nich začali střílet. Všichni byli až na děti, které se podařilo zachránit zabiti na místě.

## Úcta
Jeho beatifikační proces byl zahájen dne 8. ledna 2016, čímž obdržel titul služebník Boží. Dne 21. února 2020 podepsal papež František dekret o jeho mučednictví, čímž odstranil poslední bariéru pro jeho blahořečení.
Samotný obřad blahořečení (při kterém byli blahořečeni také dva jeho společníci a kněz Cosma Spessotto) se konal na náměstí Spasitele světa v San Salvadoru dne 22. ledna 2022. Předsedal mu jménem papeže Františka kardinál Gregorio Rosa Chávez.

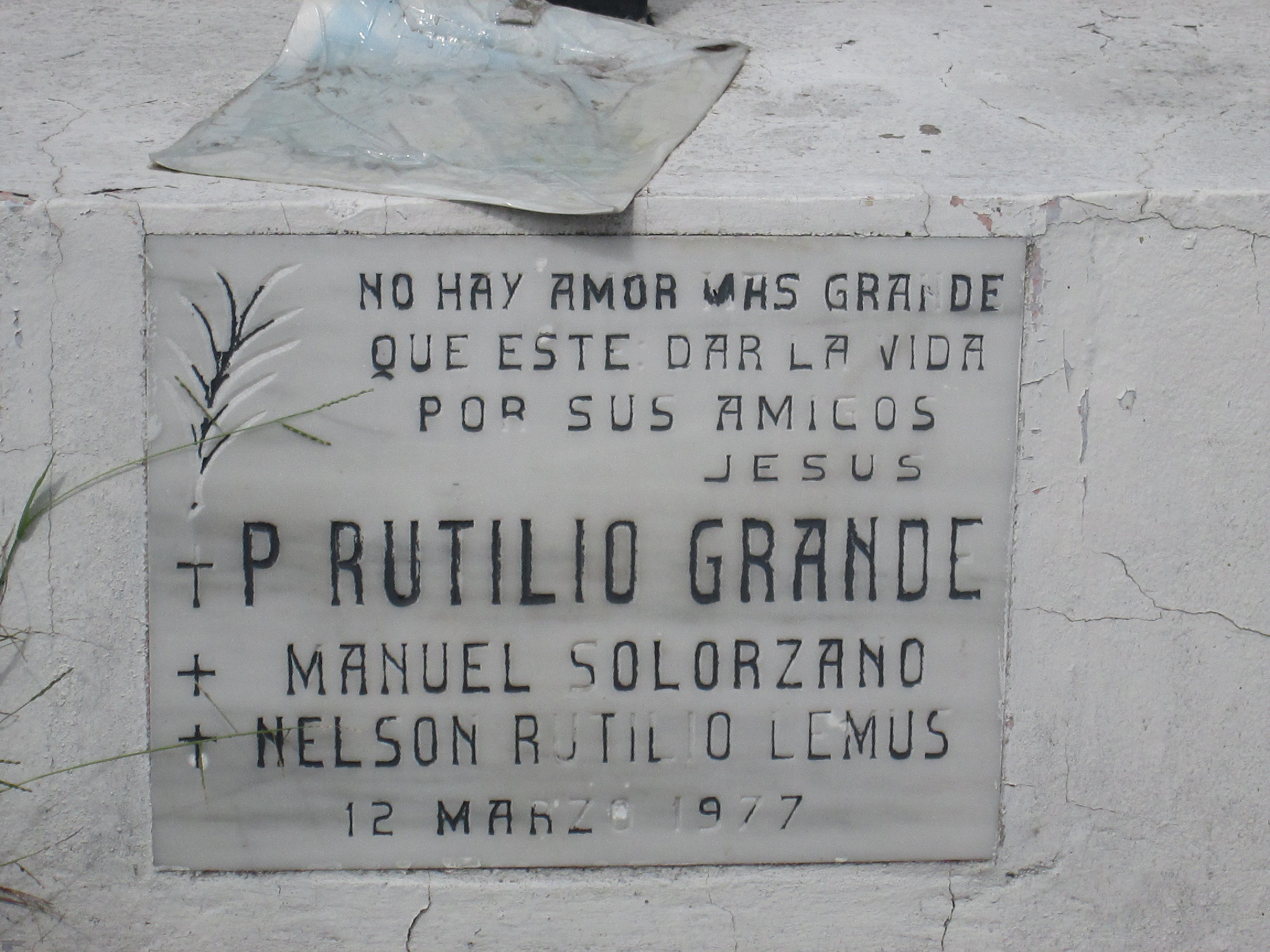
Pamětní deska na místě jeho vraždy

Jeho památka je připomínána 12. března.